# Zvi Laron
Zvi Laron (în ebraică צבי לרון, transliterat: Țvi Laron, n. 6 februarie 1927, Cernăuți, Bucovina, Regatul României, azi Ucraina) este un pediatru și endocrinolog israelian originar din România, profesor emerit la Universitatea din Tel Aviv.
El a descris în anul 1966 sindromul Laron, un tip de tulburare de creștere (nanism). Cercetările sale au fost deschizătoare de drum în terapia a numeroase cazuri de tulburări ale hormonului de creștere și de diabet juvenil. 

## Biografie
Laron s-a născut la 7 februarie 1927 într-o familie evreiască din Cernăuți, Bucovina. La vârsta de 6 ani s-a mutat la Rădăuți, unde tatăl său a lucrat ca agent comercial al unei fabrici de placaje. După intrarea României în Al Doilea Război Mondial, în iunie 1941, el și familia lui, împreună cu restul populației evreiești din Rădăuți, au fost deportați de regimului antonescian în lagăre de concentrare și ghetouri înființate în Transnistria. Țvi a avut șansa să supraviețuiască muncind în turnătoria repusă în producție de unchiul său, inginerul Siegfried Sami Jagendorf (1885-1970), cel care a reușit astfel să salveze viețile mai multor mii de deportați evrei. Laron însuși a obținut în aceste împrejurări calificarea de strungar.

#### Studiile în România
După terminarea războiului, împreună cu părinții, Laron s-a întors în orașul natal, Cernăuți, care se afla sub administrație sovietică, unde a început sa-și completeze studiile școlare întrerupte din cauza deportării. În anul următor familia a obținut repatrierea la Rădăuți, oraș rămas sub administrație română. După ce a terminat liceul în anul 1945, Laron s-a înscris la Facultatea de Medicină a Institutului medico-farmaceutic din Timișoara, care tocmai își deschisese porțile. Ca membru în mișcarea de studenți evrei sioniști „Hașmonea”, s-a hotărât în 1947 să emigreze ilegal în Palestina, aflată în ultimul an al mandatului britanic, în pofida blocadei impuse de Marea Britanie față de emigrarea evreilor. Vaporul pe care se afla Laron, Pan York (redenumit de evrei Kibutz Galuyot, adică „Readunarea exilaților”), având la bord emigranți ilegali evrei din estul Europei, a fost capturat de flota britanică în largul Mării Mediterane, iar imigranții au fost internați într-un lagăr în Cipru. Laron și ceilalti deținuți au fost eliberați după abolirea mandatului britanic asupra Palestinei și proclamarea independenței Statului Israel în mai 1948.
În Israelul aflat în plin război de independență el a fost recrutat în cadrul spitalelor Dajani din Jaffa și Spitalul Tel Hashomer.
După război s-a înscris pentru continuarea studiilor la Facultatea de Medicină a Universității Ebraice din Ierusalim, absolvind cu titlul de medic în anul 1952. Stagiul și l-a făcut la Spitalul Rambam din Haifa.
Între anii 1956-1957 s-a specializat în pediatrie și endocrinologie pediatrică în SUA, la Massachussets General Hospital (MGH) din Boston, la Facultatea de Medicină a Universității Harvard și la Pittsburgh.

## Activitatea medicală, didactică și științifică în Israel
În anul 1957 Zvi Laron s-a întors în Israel unde, alături de profesorul André De Vries a pus bazele endocrinologiei pediatrice. Devenit profesor la Universitatea Tel Aviv în anul 1971 - Laron a fost unul dintre primii membri ai corpului didactic al facultății de medicină din Tel Aviv și a avut în această calitate un rol însemnat in elaborarea programei de studiu în domeniul pediatriei - a contribuit decisiv la înființarea Institutului de Endocrinologie Pediatrică în cadrul Spitalului Beilinson din orașul Petah Tikva, afiliat Universității Tel Aviv, pe care l-a condus până în anul 1992.
Între anii 1983-1997, tot la Tel Aviv, a fost titularul catedrei I. și N Marsh de endocrinologie și diabet juvenil. A înființat centrul national de diabet juvenil, precum și un laborator endocrinologic destinat, între altele, să dezvolte noi metode de depistare si măsurare a hormonilor. Acest laborator funcționează în cadrul Institutului Felsenstein de cercetări medicale (constituit pe baza institutului Rogoff existent din anii 1970) de pe lângă Spitalul Beilinson (azi Centrul Medical Rabin).
După retragerea sa de la direcția Institutului de endocrinologie pediatrică de la spitalul Beilinson, a preluat funcția de director al unității de cercetare în endocinologie și diabet de la Spitalul de pediatrie Schneider din Petah Tikva.
Din 1998 este profesor emerit al Universității Tel Aviv.
Este căsătorit și are patru copii.

## Sindromul Laron
Cercetarea fundamentală a lui Laron în domeniul activitătii hormonului de creștere (somatotrop) a dus la definirea unor receptori deficienți la unii copii suferind de nanism. 
Sindromul Laron sau nanismul de tip Laron, descris de el în anul 1966 după 8 ani de cercetări, împreună cu A. Pertzelan și S. Mannheimer, se referă la o mutație care duce la o rezistență accentuată unui receptor al hormonului de creștere GH. Este vorba de o formă de nanism la care hormonului de creștere se află între limite normale.
Institutul de endocrinologie pediatrică fondat și condus de Laron a fost unul din primele care au produs și folosit în tratament hormonul de creștere GH și factorul de creștere IGF.
Profesorul Laron a fost printre întemeietorii Fundației internaționale pentru Diabetul Juvenil, și fondator și redactor al revistelor științifice „Journal of Pediatric Endocrinology and Metabolism” , „Pediatric and Adolescent Endocrinology” și „Pediatric Endocrinology Reviews”.

## Premii, afilieri și onoruri
- 1987 membru al Academiei Leopoldine de științe din Halle, Germania;
- 1998 cetățean de onoare al orașului Montpellier;
- 1999 premiul Andrea Prader al Societății europene de endocrinologie pediatrică;
- 2008 Cavaler al Ordinului Trandafirului Alb din partea președintelui; Finlandei
- 2009 Premiul Israel - premiul de stat al Israelului - pentru medicină;
- Doctor honoris causa al Universității de medicină și farmacie „Iuliu Hațieganu” din Cluj-Napoca (1998), al celei din Timișoara (2000), și al Universității Novara din Italia.

## Din cărțile și articolele sale
Laron a publicat peste o mie de articole științifice și a scris sau editat 30 de cărți. 
- Z. Laron, A. Pertzelan, S. Mannheimer:

Genetic pituitary dwarfism with high serum concentration of growth hormone - A new inborn error of metabolism? 
Israel Journal of Medical Sciences, Tel Aviv, March-April 1966, 2(2): 152-1955.
- editor:

The Adipose Child. November 1976.
- editor:

International Beilinson Symposium Staff, 
Diabetes in Juveniles : Proceedings of the 2nd Beilinson, Symposium on the Various Faces in Juveniles. Jerusalem, Israel. 2nd edition, 1977.
- editor:

International Beilinson Symposium Staff, :
Psychological Aspects of Balance of Diabetes in Juvenile : Proceedings of the 3rd Beilinson Symposium, Pt. 2, Herzliya, 1875. September 1977.
- editor:

Third Joint Meeting of the European Society for Pediatric Endocrinology (ESPE) and the Lawson Wilkins Pediatric Endocrine Society (LWPES) : Proceedings of the Plenary Lectures and Symposia, Jerusalem, October - November 1989. July, 1990.
John Boulton, Zvi Laron, Jean Rey, editors:
Long Term Consequences of Early Feeding. 1995.
Somatomedin-1 (recombinant insulin-like growth factor-1): Clinical pharmacology and potential treatment ofendocrine and metabolic disorders. 
Biodrugs, 1999, 11: 55-70.
The essential role of IGF-1: Lessons from the long-term study and treatment of children and adults with Laron syndrome. 
The Journal of Clinical Endocrinology & Metabolism, 1999, 84: 4397-4404.